# متلازمة دورية مرتبطة بكرايوبايرين
المتلازمة الدورية المرتبطة بكرايوبايرين (بالإنجليزية: Cryopyrin-associated periodic syndrome ومختصرها CAPS)‏ هي طيف من المتلازمات الالتهابية الذاتية وتشمل شرى البرد العائلي ومتلازمة ماكل - ويلز والمرض الالتهابي متعدد الأجهزة وليدي البدء. تشترك هذه المتلازمات بميزات سريرية كثيرة.

## الوراثة
ترتبط هذه المتلازمات بطفرة في مورثة كرايوبايرين والتي تشفر لكرايوبايرين، وهذا البروتين مكون من مكونات الجسيم الالتهابي لإنترلوكين 1. هذه الطفرة تؤدي إلى إنتاج غير منظم لإنترلوكين 1 بيتا.

## العلاج
يمكن استعمال الأجسام المضادة وحيدة النسيلة المضادة لإنترلوكين 1 بيتا مثل كاناكينوماب والبروتينات التي ترتبط بأنواع إنترلوكين 1 الأخرى مثل ريلوناسيبت وضادات مستقبل إنترلوكين 1 مثل آناكينرا في علاج هذه الحالات.